# Мэри Осборн
Мэри Осборн (англ. Marie Osborne), урождённая Хелен Элис Майрс (англ. Helen Alice Myres), 5 ноября 1911 — 11 ноября 2010) — американская актриса, ставшая известной публике во времена немого кино как Малышка Мэри (англ. Baby Marie).

## Биография
Родилась в Денвере, штат Колорадо 5 ноября 1911 года. На киноэкранах дебютировала в трёхлетнем возрасте в 1914 году в фильме «Похитители в Нью-Йорке». Спустя два года она стала главной детской звездой на студии «Balboa Films», появившись в дальнейшем в 21 фильме. В 1919 году Осборн перестала сниматься, вернувшись потом на экран в 1934 году, будучи уже юной девушкой. Она продолжала периодически сниматься в эпизодических ролях до 1949 года, а также в качестве заменяющей для актрис (в большинстве для Джинджер Роджерс), после чего её актёрская карьера окончательно завершилась.
В 1950-х годах она начала новую карьеру в качестве костюмера, работая над гардеробами для таких фильмов, как «Вокруг света за 80 дней» (1956), «Крёстный отец 2» (1974) и «Гарри и Уолтер едут в Нью-Йорк» (1976). В 1963 году она была личным костюмером Элизабет Тейлор во время съёмок картины «Клеопатра».
С 1931 по 1937 год Мэри Осборн была замужем за Фрэнком Дж. Демпси, который стал отцом её единственной дочери Джоан. Её вторым супругом был актёр Мюррей Ф. Йейтс, с которым она прожила с 1945 до его смерти в 1975 году.
Мэри Осборн умерла 11 ноября 2010 года, спустя шесть дней после её 99-го дня рождения в калифорнийском городке Сан-Клементе, где прожила последнюю половину жизни.